# Ligota Zamecka (gmina)
Ligota Zamecka (od 1973 Kujakowice Górne) – dawna gmina wiejska istniejąca w latach 1945–1954 w woj. śląskim i woj. opolskim (dzisiejsze woj. opolskie). Siedzibą władz gminy była Ligota Zamecka.
Gmina zbiorowa Ligota Zamecka powstała po II wojnie światowej (w grudniu 1945) w powiecie kluczborskim na terenie tzw. Ziem Odzyskanych (tzw. I okręg administracyjny – Śląsk Opolski), powierzonym 18 marca 1945 administracji wojewody śląskiego, a z dniem 28 czerwca 1946 przyłączonym do woj. śląskiego (śląsko-dąbrowskiego).
Według stanu z 1 stycznia 1946 gmina składała się z 7 gromad: Ligota Zamecka (z Ligotą Górną), Bąków (z Brzezinką), Bogdańczowice, Kujakowice Dolne, Kujakowice Górne, Kuniów i Nagodowice (z Prytwicami i Budkowicami). 6 lipca 1950 zmieniono nazwę woj. śląskiego na katowickie; równocześnie gmina Ligota Zamecka wraz z całym powiatem kluczborskim weszła w skład nowo utworzonego woj. opolskiego.
Według stanu z 1 lipca 1952 gmina składała się z 8 gromad: Bąków, Biadacz, Bogdańczowice, Kujakowice Dolne, Kujakowice Górne, Kuniów, Ligota Górna i Ligota Zamecka. Gmina została zniesiona 29 września 1954 wraz z reformą wprowadzającą gromady w miejsce gmin. Jednostki nie przywrócono 1 stycznia 1973 wraz z kolejną reformą reaktywującą gminy, utworzono natomiast jej terytorialny odpowiednik, gminę Kujakowice Górne.
Zobacz też: gmina Ligota.